# Casio Loopy
La Casio Loopy (subtitulada My Seal Computer SV-100) es una videoconsola de 32 bits creada por Casio, la cual fue lanzada exclusivamente en Japón. Lanzada en octubre de 1995, es la única consola de la historia que fue comercializada únicamente dirigida al mercado femenino.
Sólo 11 juegos fueron lanzados para ella, siendo la mayoría de ellos de géneros GxB y disfraces. 
Una característica muy interesante de esta máquina es que incluyó una impresora térmica a color incorporada que podía ser utilizada para crear "calcomanías" de imágenes del juego.

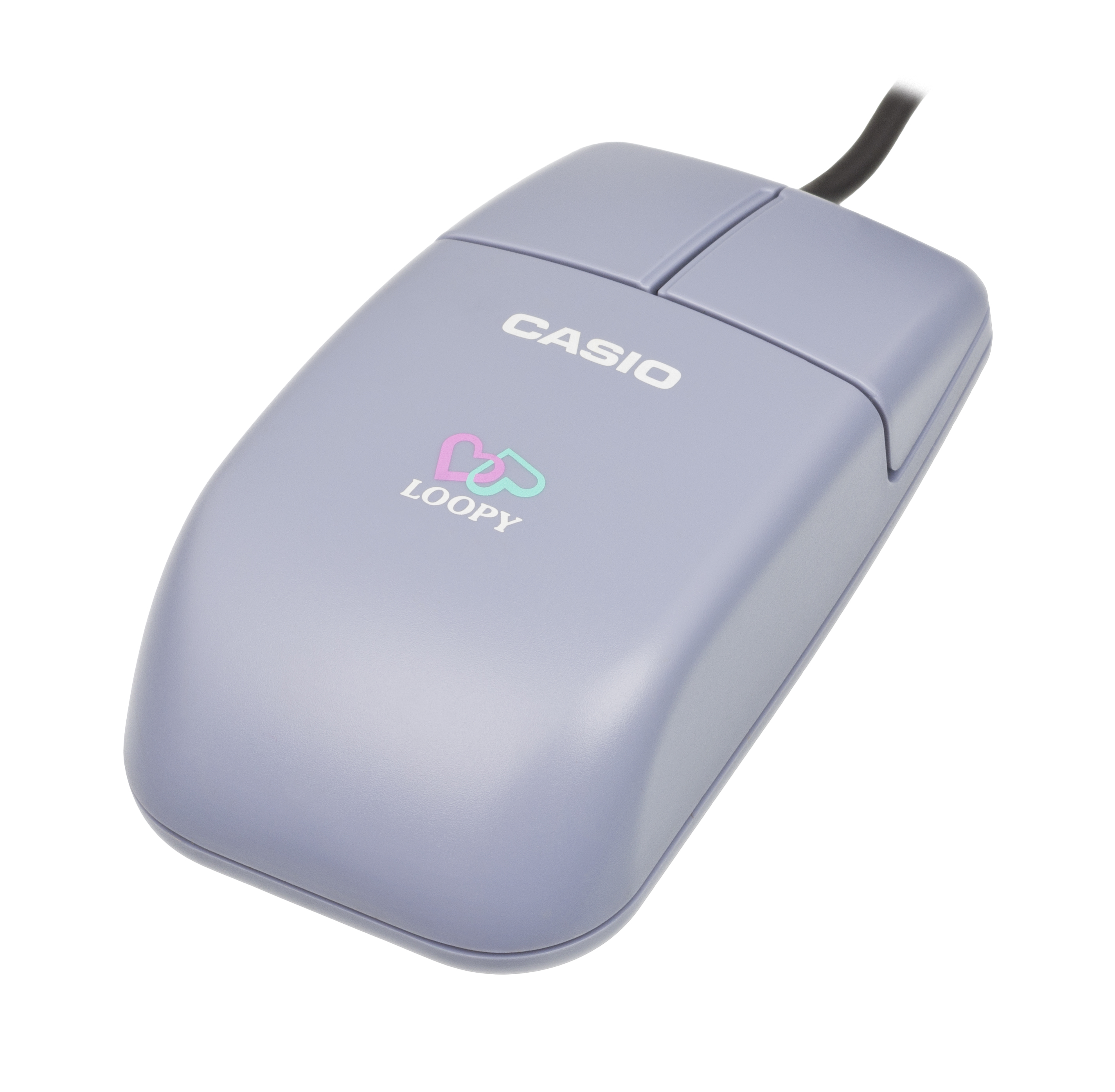
mouse de la consola

Un accesorio opcional, llamado "Tienda Mágica", permitió a la videoconsola ser usada con dispositivos externos (como videograbadoras y reproductores de DVD) para recibir imágenes de ellos, añadir texto, y hacer "calcomanías" de estas imágenes también. 
La consola tiene solo un puerto de control, y un puerto de ratón. Sobre la parte superior de la misma, se puede ver una ranura de cartuchos, un gran botón azul de expulsión de cartuchos, un botón de encendido/apagado, un botón amarillo de reinicio y un LED rojo que indicaba si la consola estaba encendida o no.

## Juegos
Sólo se lanzaron un total de 11 juegos.
1. Anime Land (あにめらんど, Animerando)
2. Bow-wow Puppy Love Story (わんわん愛情物語, Wanwan Aijō Monogatari)
3. Dream Change: Kokin-chan's Fashion Party (ドリームチェンジ 小金ちゃんのファッションパーティー, Dorīmuchenji Kokinchanno Fasshonpātī)
4. HARIHARI Seal Paradise (HARIHARIシールパラダイス, HARIHARI Shīru Paradaisu)
5. I Want a Room in Loopy Town! (ルーピータウンのおへやがほしい!, Rūpī Taun no O-heya ga Hoshii!)

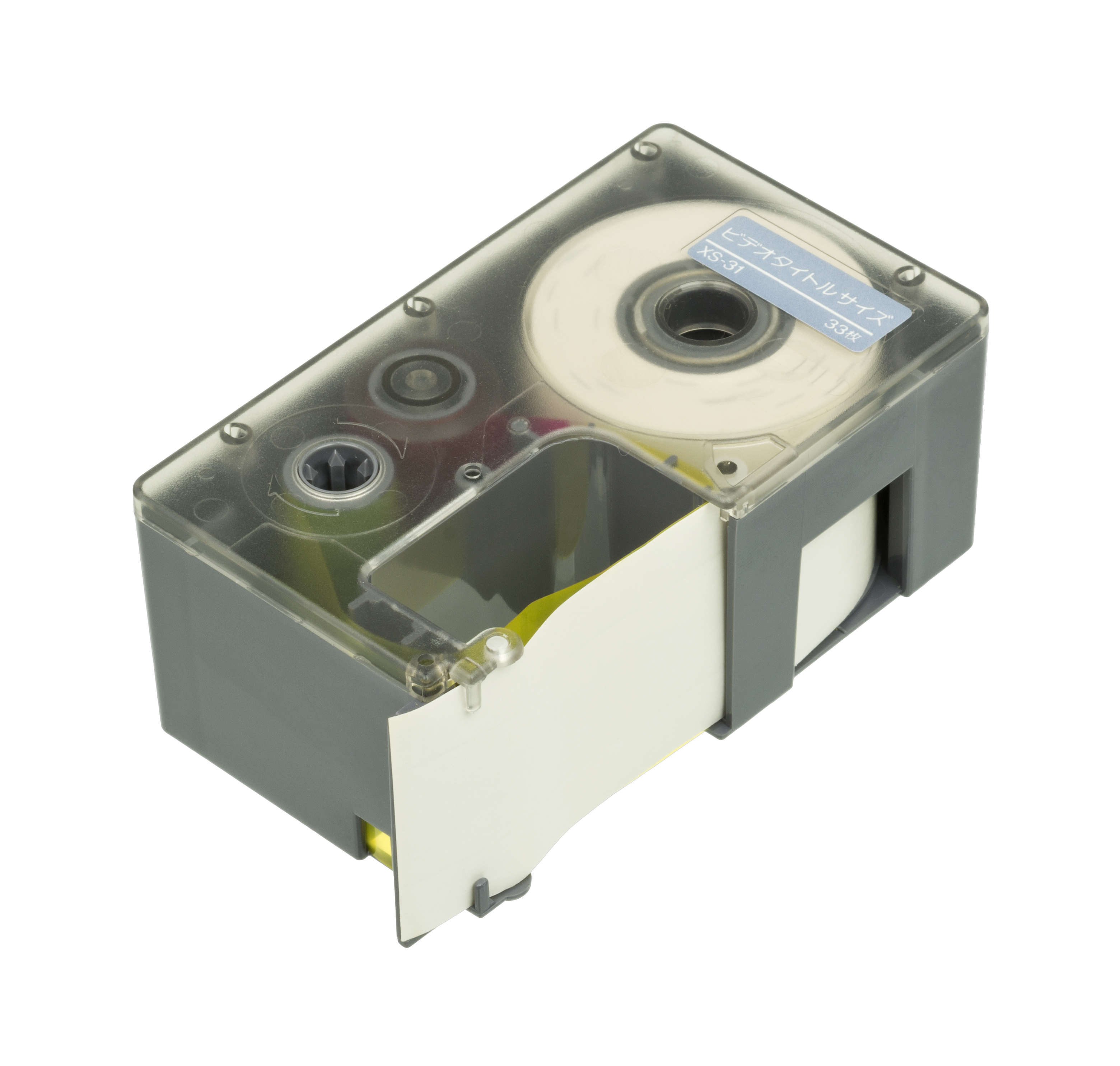
Cartucho de cinta térmica de la consola

6. Cartucho de cinta térmica de la consola Little Romance (リトルロマンス, Ritoru Romansu)
7. Lupiton's Wonder Palette (ルピトンのワンダーパレット, Rupiton no Wandāparetto)
8. Chakra-kun's Charm Paradise (チャクラくんのおまじないパラダイス, Chakurakun no Omajinai Paradaisu)
9. Caricature Artist (似顔絵アーティスト, Nigaoe Ātisuto)
10. PC Collection (パソコン・コレクション, Pasokon Korekushon)
11. Magical Shop (マジカルショップ, Majikaru Shoppu)

Los juegos PC Collection y Lupiton's Wonder Palette se empaquetaron independientemente o junto con el mouse.

## Especificaciones
La consola fue alimentada por el siguiente procesador: 
| Procesador | Hitachi SH7021 SuperH 32-bit RISC                                                        | 20 megahercios                                                                           |  |
| RAM        | 1 megabyte                                                                               | 1 megabyte                                                                               |  |
| ROM        | 2 megabytes                                                                              | 2 megabytes                                                                              |  |
| Audio      | 4 canales de PCM audio de 12 bits                                                        | 4 canales de PCM audio de 12 bits                                                        |  |
| Video      | video compuesto salida RCA                                                               | 512 colores                                                                              |  |
| Energía    | 100 voltios corriente alterna @ 50/60 hercios 24 voltios corriente directa, 1.0 amperios | 100 voltios corriente alterna @ 50/60 hercios 24 voltios corriente directa, 1.0 amperios |  |
| I/O        | - entrada de control - impresora térmica - mouse - cartucho                              | - entrada de control - impresora térmica - mouse - cartucho                              |  |